# アラスカ購入
アラスカ購入（アラスカこうにゅう、英語: Alaska Purchase）またはアラスカの売却（ロシア語: продажа Аляски）とは、1867年にアメリカ合衆国とロシア帝国の両政府間で行われた取引であり、その結果としてロシアの植民地であったアラスカ（ロシア領アメリカ）をアメリカ合衆国が買い取ることになった。

## 購入への経緯
ロシア人は18世紀末から、毛皮獣の狩猟や交易のために露米会社を設立して北アメリカ大陸太平洋岸一帯に進出しており、一部はカリフォルニア州にまで達していた。しかしロシアが実効支配していたのは沿岸部にとどまったことから英米系の毛皮商人も進出したが、露米会社は生活物資の補給と毛皮の納品をシベリア経由で行う必要があったため彼らとの競争において不利であり、また皮獣の枯渇が進み、経営に行き詰まるようになった。さらに、1853年から1856年にかけてのクリミア戦争では、ブリティッシュ・コロンビア植民地からイギリスに侵攻された場合のアラスカ防衛の困難が認識されるようになった。加えて、そのクリミア戦争の敗北後に国家財政が逼迫するようになった。そのため、ロシアはアラスカを売却することにしたが、イギリスに売却した場合はシベリア極東部がイギリスの軍事的脅威に晒されるため、アメリカ合衆国を取引の相手に選んだ。
ロシアは1859年にアメリカに売却意向を打診していたが、南北戦争の影響もあり、その時点での進展はなかった。1867年3月、ロシア皇帝アレクサンドル2世は在米外交官 Eduard de Stoeckl に命じ、アメリカ合衆国国務長官ウィリアム・H・スワードと交渉を行わせた。
その結果、3月30日午前4時にアメリカがアラスカをロシアから購入する条約が調印された。購入価格は720万USドル（2016年現在の貨幣価値で1億2300万ドル。1871年 円-USドルの為替が開始した時の相場は1ドル1円）で、面積単価は約2セント/エーカー（1エーカー=約4047平方メートル）だった。

## 購入の影響

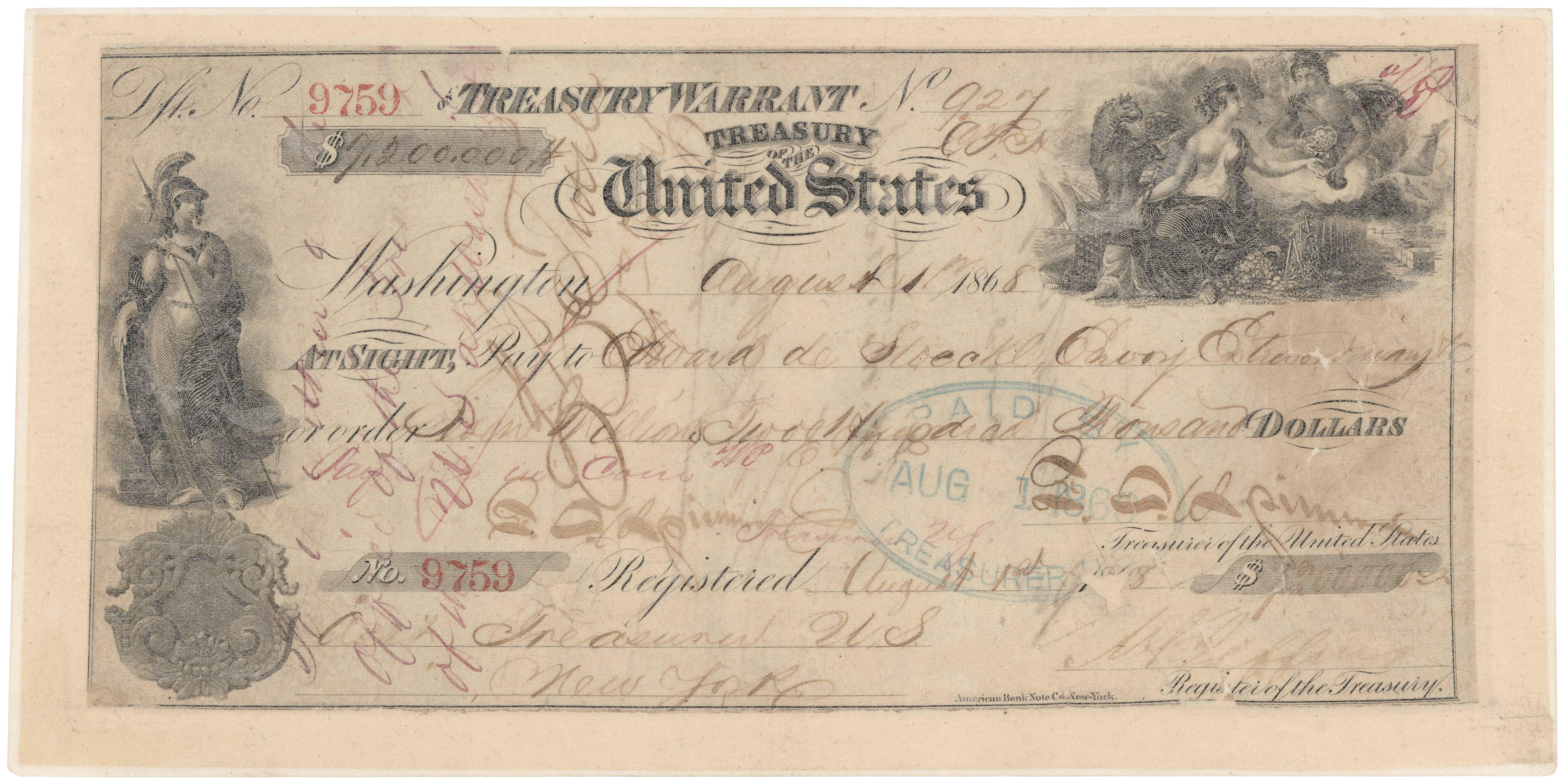
アラスカ購入に使用された額面720万USドルの小切手

この条約は4月9日にアメリカ合衆国上院で批准されたものの、当初スワードは「巨大な保冷庫を購入した」などとアメリカ国民に非難された。
しかし、1896年にはアラスカで金鉱が発見されるなど資源の宝庫であることが判明したほか、1957年に大型油田が発見されたことで州として自立することが経済的に可能とみなされ、1959年にアラスカ州となる。更に1967年末には世界屈指の巨大油田であるプルドーベイ油田が発見されている。また、軍事上においてもアラスカの位置がベーリング海峡や北極海を挟んでロシアや日本と直接国境を接することから、特に第二次世界大戦ではアッツ島を占領され、ダッチハーバーを爆撃されるなど痛手を負うが日本と、冷戦期ではソ連との間で発生した軍事衝突では極めて重要な役割を果たすなど、スワードのアラスカ購入に関する評価は上がっている。
現在、アラスカ州ではアラスカ購入に関して2つの記念日が設けられている。1つは10月18日で、アラスカのフォートシトカで領土移譲式が執り行われ、アラスカが名実ともにアメリカ領になった1867年10月18日に基づく。もう1つはそのおよそ半年前、ロシアとアメリカ購入の条約調印にのぞんだ国務長官を記念するスワード・デーである。日付は条約調印が行われた同年3月30日にちなみ、3月の最終月曜日に制定されている。
一方、アラスカを放棄したロシア帝国は毛皮の代わりに綿織物の材料となる綿花に注目したため、ロシアは関心をアラスカから中央アジアに向けた。その結果、ロシアは東トルキスタン（新疆）への支配を強めつつあった中国（清朝）と中央アジアで衝突を起こすことになった。